# Индекс потребительской лояльности NPS
Индекс NPS (англ. Net Promoter Score) — индекс определения приверженности потребителей товару или компании / бренду (индекс готовности рекомендовать). Он  используется для оценки готовности к повторным покупкам. Является одним из главных индексов измерения клиентской лояльности.
Измерение индекса лояльности NPS включает в себя несколько шагов.
1. Потребителям предлагается ответить на вопрос «Какова вероятность того, что Вы порекомендуете компанию/товар/бренд своим друзьям/знакомым/коллегам?» по 10-балльной шкале, где 0 соответствует ответу «Ни в коем случае не буду рекомендовать», а 10 — «Обязательно порекомендую».
2. На основе полученных оценок все потребители разделяются на 3 группы: 9-10 баллов — сторонники (promoters) товара/бренда, 7-8 баллов — нейтральные потребители, 0-6 баллов — критики (detractors).
3. Непосредственно расчёт индекса NPS. NPS = % сторонников — % критиков.
4. Для получения практических выводов всем участникам опроса задается второй вопрос NPS: "Назовите основную причину вашей оценки?" Ответы на этот вопрос позволяют компаниям определить наиболее важные факторы, влияющие на формирование потребительской лояльности, опираясь на мнение клиентов.
5. Для анализа влияния факторов лояльности (цена, качество, сервис и т. п.) на значение и динамику индекса может быть использован каскадный метод NPS. В зависимости от ответа на вопрос об основной причине оценки, клиенты объединяются в группы со схожим фактором лояльности (f-группы). Для каждой f-группы рассчитывается ее доля в клиентской базе (Wf,%) и ее индекс лояльности (NPSf). Чем больше доля f-группы в клиентской базе, тем большее влияние данный фактор оказывает на общий уровень лояльности. Чем ниже значение NPS у f-группы, тем более негативный клиентский опыт формирует данный фактор лояльности (связанные с ним точки контакта). NPS всей клиентской базы = Σ Wf * NPSf  Формула расчета NPS каскадным методом дает то же самое значение индекса, что и классическая формула, но позволяет определять структурные составляющие лояльности, а также связать математически NPS top-down (рыночный NPS) и значения индексов NPS bottom-up (NPS точек касания).

Измерение по шкале 0-10 является классическим, при этом допускается использование шкалы 1-3, 0-5, 1-5 для решения задач внутри конкретного Опроса.

## История
Основоположником метода считается Фредерик Райхельд, который впервые анонсировал его в статье The One Number You Need to Grow, опубликованной  в журнале Harvard Business Review в декабре 2003 года. В 2006 году он выпустил книгу под названием «The Ultimate Question: Driving Good Profits and True Growth», которая на российском рынке известна как «Книга о настоящей прибыли и реальном росте» (2007 год). В ней он продолжил свои рассуждения на тему лояльности, прибыльности и роста компании.
В 2001 году Райхельд проводил исследование более чем в 400 компаниях Америки, где основной задачей было измерение влияния лояльности клиентов (мерилась NPS) на её темпы роста. Основным результатом стал вывод, что средний показатель NPS по рынку в отраслях был 16%, но у таких компаний как eBay и Amazon NPS равнялся 75%. Райхельд не говорит о том, что связь присутствует повсеместно, она отсутствует вовсе на монополистических рынках. Однако такие есть отрасли, как пассажирские авиаперевозки, страхование и аренда автомобилей стали ярким примером взаимосвязи. Эти компании являются сервисными, где от уровня обслуживания клиента зависит его удовлетворенность и лояльность.
Адептами данной технологии стали многие компании, в число которых входят GE, «Allianz», «P&G»,«Intuit», «Apple», «American Express», «Philips», «EBay», «Amazon» и др. На российском рынке эту технологию применяют такие компании, как «BestDoctor», «Ростелеком», «Ozon», «Страховая Группа МСК», «АльфаСтрахование», «Красный Куб», «Мегафон Северо-Запад», «МТС», «1С-Битрикс» «РОСНО», «МИАН», «TELE2», банк «Хоум Кредит», «QIWI» и другие.
В 2021 году учёные из Великобритании и Ирландии опубликовали в Журнале Академии маркетинговых наук исследование под названием «The use of Net Promoter Score (NPS) to predict sales growth: insights from an empirical investigation». В результате эмпирического анализа была выявлена взаимосвязь между ростом NPS и краткосрочным увеличением продаж. Оказалось, что увеличение NPS на один пункт предсказывает рост продаж на 1.46% в следующем рабочем квартале. При этом изменение NPS не позволяет прогнозировать продажи в течение более длительного периода (например, года).

## Критика
Хотя NPS приобрел популярность среди руководителей предприятий и считается широко используемым инструментом для измерения лояльности клиентов на практике, он также вызвал споры в академических кругах и кругах, занимающихся исследованием рынка. Научная критика ставит под сомнение, является ли NPS надежным предсказателем роста компании. Исследователи отметили, что нет эмпирических доказательств того, что вопрос «вероятность рекомендовать» является лучшим предиктором роста бизнеса, чем другие вопросы лояльности клиентов (например, общая удовлетворенность, вероятность повторной покупки и т.п.) и следовательно ничем по сути не отличается от других вопросов, связанных с лояльностью. Несколько исследований показали, что существует незначительная статистическая разница в надежности, валидности или различающей способности между NPS и другими показателями.